# La Falaise
La Falaise település Franciaországban, Yvelines megyében. Lakosainak száma 616 fő (2022. január 1.). La Falaise Aulnay-sur-Mauldre, Épône, Maule és Nézel községekkel határos.

## Népesség
A település népességének változása:
| Lakosok száma | 585  | 577  | 590  | 586  | 590  | 592  | 617  | 623  | 616  |
|               | 2013 | 2015 | 2016 | 2017 | 2018 | 2019 | 2020 | 2021 | 2022 |